# Vattajaudden
Vattajaudden (fi. Vattajanniemi) är udde i tidigare Lochteå kommun, numera Karleby i Mellersta Österbotten. Vattaja sandfält på Bottniska vikens strand är 450 hektar stort och ett av Finlands största flygsandsområden och betydande även på europeisk skala. Vattajauddens sandtäckta strandlinje är över 15 kilometer lång och består av upp till 15 meter höga sanddyner och strandvallar som följer strandens riktning och som fortsätter som sandbankar under havsytan.
Strax norr om Vatajaudden finns ön Ohtakari som är känt som Lochteåbornas bas för havsfiske från mitten av 1500-talet. Ohtakari har vägförbindelse med fastlandet.